# Across Five Aprils
Across Five Aprils (afgekort geschreven als A5A) was een Amerikaanse metalcore/posthardcoreband afkomstig uit Chattanooga, Tennessee.

## Biografie
De band werd opgericht in 2001 en bracht een jaar later twee ep's uit, een jaar later, in mei 2003 gevolgd door hun debuutalbum A Tragedy in Progress via Indianola Records. Kort na de release verliet gitarist Jason Fields de band. Met hun debuutalbum vergaarde de band de nodige populariteit en om verdere bekendheid te bespoedigen speelden ze in het voorprogramma van onder meer Underoath, My Chemical Romance, Norma Jean, Haste the Day, Atreyu en It Dies Today.
Na meerdere veranderingen in haar bezetting, bracht de band in 2004 de ep  Living in the Moment uit. Na uitgave van de ep verlieten frontman Steve Taylor en bassist Jason Barry de band. Brandon Mullins werd geselecteerd als vervanger voor Taylor, waarna de band veelvuldig door de Verenigde Staten toerde. In 2006 brachten ze met Collapse een tweede album uit.
De band tekende in juli 2007 een contract bij Victory Records, maar bleef geplaagd door veranderingen in haar line-up. Nadat ook Drew Miller vertrok, was Zak Towe het enige overgebleven originele bandlid. Nog voor de band de studio indook voor de opnames van een derde album, verliet ook gitarist Jarrod Smith de band; hij werd vervangen door Adam Nordmeyer.
Op 19 februari 2008 verscheen het door Matt Goldman geproduceerde derde album van de band Life Underwater. Op 22 september 2008 kondigde de band aan ermee te stoppen. Ze kondigden een korte afscheidstournee aan in oktober en gaven hun laatste show op 1 november in thuisstad Chattanooga.
In 2010 kwam de originele line-up van de band weer samen. Uit respect voor degenen die na hen waren gekomen, besloten zij niet verder te gaan onder de naam Across Five Aprils, maar in plaats daarvan verder te gaan onder de naam A Tragedy in Progress, de naam van het eerste album van de band.
In 2012 gaf de band een eenmalig reünieconcert onder de naam Across Five Aprils, met de bandleden die te horen waren op het tweede album van de band, Collapse.

## Bezetting
| Laatste line-up - Brandon Mullins - leidende zang (2004–2008) - Steve Wooteon - drums, percussie (2007–2008) - Josh Dycus - bas (2004–2008) - Zak Towe - gitaar (2001–2008) - Adam Nordmeyer - gitaar (2007–2008) | Voormalige leden - Drew Miller - drums, percussie (2001–2007) - Jarrod Smith - gitaar (2003–2007) - Steve Taylor - leidende zang (2002–2004) - Jason Barry - bas (2001–2004) - Jason Fields - gitaar, zang (2001–2003) |

Tijdlijn

## Discografie
Studioalbums
- 2003: A Tragedy in Progress
- 2006: Collapse
- 2008: Life Underwater

Ep's
- 2002: Twenty-Three Minutes and Thirty-Four Seconds of Scenic City Rock N' Roll
- 2002: Across Five Aprils
- 2004: Living in the Moment